# Pierre Loye
Pierre Loye (* 8. Juni 1945 in Haute-Nendaz) ist ein Schweizer Maler und Bildhauer.

## Werk
Pierre Loye besuchte von 1961 bis 1965 die Kantonale Kunstgewerbeschule und schloss diese mit Diplom ab. Seither ist er als freischaffender Maler und Bildhauer tätig. Seine Werke stellte er in Einzel- und Gruppenausstellungen aus. 2005 erhielt Pierre Loye den 1980 ins Leben gerufenen Kulturpreis des Kantons Wallis.